# Gaura venoasă Vesalius
Gaura venoasă Vesalius (Foramen venosum) este un orificiu mic,  inconstant situat pe baza aripilor mari ale sfenoidului, medial și anterior de gaura ovală. Prin  gaura venoasă Vesalius trece o venă emisare din sinusul cavernos. 